# Chicontepec
Chicontepec è un giacimento di idrocarburi situato in Messico, negli stati di Veracruz, Puebla e Hidalgo.
I primi giacimenti in questa zona furono scoperti nel 1926, la produzione non è mai stata significativa nonostante le risorse totali siano considerevoli, stimate in 33 miliardi di barili. La produzione è sempre stata marginale (qualche migliaia di barili al giorno), inoltre i giacimenti della zona non sono contati tra le riserve della Pemex. Se il petrolio extra pesante rappresenta la maggioranza delle riserve esistono localmente dei giacimenti di petrolio più leggero e di gas naturale.
La ragione di tutto ciò sta nel fatto che il petrolio di questa regione è difficile da sfruttare: è per la maggior parte molto vischioso, al limite del petrolio convenzionale, inoltre le riserve sono poco permeabili e molto partizionate. Nel 2003 Pemex pensò che per sfruttare completamente il bacino (un milione di barili/giorno) fossero necessari più di 13500 pozzi, più del doppio del numero totale di pozzi all'epoca. in produzione nel paese con un investimento di 30 miliardi di dollari per 15 anni
Nel marzo 2006, il presidente messicano Vicente Fox annunciò che Pemex avrebbe investito 37,5 miliardi di dollari per 20 anni nel giacimento. Si spera che porterà la produzione a un milione di barili/giorno. Si stimò che fossero necessari oltre 20000 pozzi.
Alle difficoltà tecniche si aggiungono i problemi politici: le zone in cui il bacino sorge sono molto abitate, anche da indigeni.
Malgrado questi problemi la Pemex pensa di sfruttare il campo, a causa del declino rapido di altri giacimenti, come Cantarell.
Nel febbraio 2009 De Goyler & McNaughton certificarono che Chicontepec ha riserve comparabili alla metà di quelle presenti in Arabia Saudita, ponendo il Messico al terzo posto per numero di riserve al mondo, dopo l'Arabia e il Canada, tuttavia al Messico manca la tecnologia per sfruttarle.